# Xian de Jinsha
Pour les articles homonymes, voir Jinsha (homonymie).
Le xian de Jinsha (金沙县 ; pinyin : Jīnshā Xiàn) est un district administratif du centre de la province du Guizhou en Chine. Il est placé sous la juridiction de la préfecture de Bijie.

## Démographie
La population du district était de 554 644 habitants en 1999.